# Henry McBride
Henry McBride (Farmington, 7 de fevereiro de 1856 -Seattle, 7 de outubro de 1937), foi o quarto governador do estado de Washington.